# Wolfgang Haupt (Biologe)
Wolfgang Haupt (* 24. Januar 1921 in Bonn; † 16. Oktober 2005) war ein deutscher Biologe. Er war ein Bruder des Kirchenmusikers und Dirigenten Albrecht Haupt.

## Leben
Bereits während seiner Kriegsgefangenschaft studierte Haupt ab 1946 Biologie, Chemie und Physik. Ab 1947 führte er sein Studium an der Universität Erlangen und Universität Tübingen weiter. 1952 wurde er in Tübingen bei Erwin Bünning in Botanik promoviert. 1957 habilitierte er sich.
Haupt wirkte seit 1962 an der Universität Erlangen als Ordinarius und lehnte Angebote der Universitäten Heidelberg und Tübingen zur Übernahme dortiger Lehrstühle ab. 1988 wurde Wolfgang Haupt emeritiert.
Wolfgang Haupt war mit Gerda Rohde-Haupt verheiratet und hatte mit ihr vier Kinder.

## Wirken
Schwerpunkt seiner wissenschaftlichen Tätigkeit war die Pflanzenphysiologie. Dabei untersuchte er die Bildung der Blüten, die Polaritätsinduktion, die Bewegung der Chloroplasten und die Keimung von Farnsporen unter dem Einfluss von Licht sowie das Phytochromsystem. Von ihm stammen zahlreiche Publikation zur pflanzlichen Photobiologie.

## Mitgliedschaften und Ehrungen
- Verband deutscher Biologen und biowissenschaftlicher Fachgesellschaften e.V. 1969–1976 Präsident; zuletzt Alterspräsident und Ehrenmitglied
- Präsident der Deutschen Botanischen Gesellschaft; Ehrenmitglied
- Mitglied der Deutschen Akademie der Naturforscher Leopoldina seit 1975
- Mitglied der Schwedischen Königlichen Physiographischen Gesellschaft zu Lund seit 1984
- Gründungsmitglied der European Communities Biologists Association (ECBA)
- Mitglied der Deutschen Forschungsgemeinschaft (DFG)
- Mitglied der Alexander-von-Humboldt-Stiftung
- Finsen-Medaille; auf dem Internationalen Photobiologie-Kongress in Philadelphia 1984 verliehen